# Хесар-е-Ґапучі
Хесар-е-Ґапучі (перс. حصار گاپوچی) — село в Ірані, входить до складу дехестану Торкаман у Центральному бахші шахрестану Урмія провінції Західний Азербайджан.